# Pandanus pallidus
Pandanus pallidus är en enhjärtbladig växtart som beskrevs av Elmer Drew Merrill. Pandanus pallidus ingår i släktet Pandanus och familjen Pandanaceae. Inga underarter finns listade.